# 三一座堂 (匹兹堡)
三一座堂（Trinity Cathedral）是圣公会匹兹堡教区的主教座堂，位于美国宾夕法尼亚州匹兹堡市中心山顶墓地，哥特式风格，在1872年完成，俯瞰阿勒格尼河和 莫农加希拉河汇合形成俄亥俄河之处。
三一堂最初建于1780年至1805年。1824年，会众在现址建立了第二座教堂。为宾夕法尼亚州西部第一座哥特式建筑。约翰·亨利·霍普金斯领导了座堂的设计和建造。
目前的三一座堂建于1872年。在1888年阿勒格尼县法院建成以前，曾是匹兹堡最高建筑。